# Where Did U Go (鄧紫棋歌曲)
《Where Did U Go》是香港歌手鄧紫棋於2008年9月15日發行的歌曲，歌曲收錄於她個人第一張專輯《G.E.M.》中。歌曲推出隨即把當時只有17歲的她在香港一炮而紅，成為香港電台冠軍歌。此外，歌曲也獲得uChannel uChoice音樂評選2008——Youth最愛年度十大歌曲、2009年勁歌金曲優秀選第一回——得獎歌曲、2009年度TVB8金曲榜頒獎典禮—全球最愛粤语歌曲獎、2009年度香港數碼音樂頒獎典禮——十大最高次數下載MV等獎項。在2010年，鄧紫棋推出了《Where Did You Go》的國語版本《寫不完的溫柔》，此歌曲同樣為鄧紫棋親自填詞，收錄在個人第二張專輯《18...》的台灣版本中，推出後也讓她在台灣成名。

## 歌曲背景
《Where Did You Go》為初戀分手歌曲，講述鄧紫棋懷念她的前任；《寫不完的溫柔》是講述第二段戀情，但其後根據鄧紫棋的敘述，所謂的第二次戀愛只是幻想，並非事實。

## 其他版本

### 《18...》
- Where Did You Go 2.0（Sam Vahdat Remix）－ 3:56 [6]

### 《18...（台灣版）》
- 寫不完的溫柔（《Where Did You Go》的國語版）－ 5:02 [7]

## 音樂影片
觀看人次
| 發佈日期       | 音樂影片                      | 觀看人次  | Ref.  |
| -------------- | ----------------------------- | --------- | ----- |
| 2008年10月28日 | YouTube上的Where Did U Go     | 6,479,709 | [ 1 ] |
| 2010年5月21日  | YouTube上的寫不完的溫柔       | 9,773,245 | [ 7 ] |
| 2019年10月2日  | YouTube上的Where Did U Go 2.0 | 10,896    | [ 6 ] |

- 最後一次更新：2020年9月1日

## 榜單表現

### 《Where Did You Go》
| 榜單           | 最高排名 |
| -------------- | -------- |
| 903歌曲榜      | 2        |
| 中文歌曲龍虎榜 | 1        |
| 新城勁爆本地榜 | 4        |
| 勁歌金榜       | 2        |